# Melitaea acrogynoides
Melitaea acrogynoides är en fjärilsart som beskrevs av Reverdin 1912. Melitaea acrogynoides ingår i släktet Melitaea och familjen praktfjärilar. Inga underarter finns listade i Catalogue of Life.